# Walter Niephaus
Walter Niephaus (* 30. März 1923 in Moers; † 2. November 1992 in Andernach) gehörte in den 1940er und 1950er Jahren zu den stärksten deutschen Schachspielern.

## Leben
Mit 15 Jahren kam er nach Frankfurt am Main, wo er eine Banklehre absolvierte und von einem Onkel das Schachspielen erlernte. 1942 besiegte er in zwei Simultanpartien den auf einer Tournee befindlichen Schachweltmeister Alexander Aljechin, der in einem Schreiben an die Geschäftsführung des Großdeutschen Schachbundes über Niephaus äußerte: Nach Klaus Junge (Hamburg) habe ich in Deutschland noch keinen jungen Spieler ähnlicher Begabung getroffen.
Bei der Deutschen Meisterschaft 1942 in Bad Oeynhausen wurde er Elfter. Wenig später wurde Niephaus zur Wehrmacht einberufen und wurde dort Deutscher Heeresmeister im Schach.
Nach dem Krieg nahm er noch achtmal an Deutschen Meisterschaften teil, wobei seine besten Ergebnisse zwei vierte Plätze waren. 1955 bei der Westdeutschen Meisterschaft in Frankfurt-Höchst verlor er keine Partie, gewann gegen Lothar Schmid und wurde Vierter. Außerdem stand er zweimal im Finale des Dähne-Pokals, verlor jedoch 1950 gegen Lothar Schmid und 1954 nach Stichkampf gegen Karl Gilg. In einer 1955 aufgestellten deutschen Rangliste lag Niephaus auf Platz 4. Auch im Fernschach war er aktiv und wurde 1947 Zweiter der Deutschen Meisterschaft.
1951 gewann er in Wiesbaden einen Wettkampf gegen den belgischen Meister und späteren Großmeister Albéric O’Kelly de Galway mit 3,5:2,5. Niephaus spielte 47 Partien für die deutsche Nationalmannschaft, unter anderem bei der Schacholympiade 1956 in Moskau, bei der er mit 6,5 aus 10 eine positive Punktebilanz erzielte, und bei der Mannschaftseuropameisterschaft 1961 in Oberhausen.
Mit seinem Verein Düsseldorfer SG wurde er 1960 Deutscher Mannschaftsmeister.
Bis zu seiner Pensionierung arbeitete er als Schadensregulierer bei einer Versicherung in Düsseldorf. Nach einer beruflich bedingten Pause spielte er zuletzt beim SV Andernach in der Rheinland-Pfalz-Liga.
Seine beste historische Elo-Zahl betrug 2563 im Januar 1952. Er war damit Nummer 87 in der Welt.